# Lã Nghệ
Lã Nghệ (chữ Hán: 呂乂; ?-251) là đại thần nhà Thục Hán thời Tam Quốc trong lịch sử Trung Quốc.

## Thời trẻ
Lã Nghệ có tên tự là Quý Dương (季陽), người quận Nam Dương (thuộc Kinh châu). Cha ông là Lã Thường. Lã Thường nhận nhiệm vụ đưa tướng cũ của Lưu Yên từ phía đông vào Thục, gặp lúc đường lớn bị ngăn trở nên không quay về được, nên ở lại đất Thục.
Lã Nghệ mồ côi từ thuở nhỏ, thích đọc sách gẩy đàn.

## Sự nghiệp
Năm 214, Lưu Bị bình định Ích châu, đặt ra chức Diêm phủ giáo uý, coi sóc nguồn lợi từ muối và sắt. Giáo uý Vương Liên mời Lã Nghệ cùng Đỗ Kỳ, Lưu Cán cùng làm Điển tào đô uý. Lã Nghệ được thăng làm huyện lệnh huyện Tân Đô, rồi huyện lệnh Miên Trúc. Vì Lã Nghệ có lòng thương xót cứu giúp người nghèo kẻ khó nên được nhân dân khen ngợi tán dương, trở thành người đứng đầu các thành trong vùng. Sau đó ông được thăng lên làm thái thú Ba Tây.
Thừa tướng Gia Cát Lượng xuất quân nhiều năm, phân phối sai phái các quận mộ binh, đa phần các quận không làm tốt việc này. Lã Nghệ lựa chọn tổ chức được năm nghìn người cho Gia Cát Lượng. Ông lại an ủi vỗ về, cai quản kiểm soát họ khiến cho không có một người nào đào ngũ. Vì công lao đó Lã Nghệ Được dời đến làm Thái thú Hán Trung, kiêm chức Đốc Nông, sắp đặt cung cấp quân lương.
Năm 234, Gia Cát Lượng mất, Lã Nghệ chuyển đến làm thái thú Quảng Hán, rồi thái thú Thục quận. Thục Quân là thành lớn, nhân khẩu rất nhiều mà sau khi Khổng Minh qua đời, quân đội lười biếng, trốn bước gian nan trì trệ giả dối. Lã Nghệ đến nhậm chức, vừa cấm đoán ngăn ngừa, vừa hướng dẫn khuyến khích, chỉ trong vài năm những người trốn tránh tự ra đăng ký có đến hàng vạn.
Sau đó Lã Nghệ về triều làm Thượng thư, lại kế tục Đổng Doãn làm Thượng thư lệnh, việc của dân không để chừa lại, tân khách chẳng giữ trong nhà. Lã Nghệ trải qua chức vụ trong ngoài, tự mình cần kiệm, khiêm tốn thanh tĩnh chẳng nhiều lời lo liệu việc nước đơn giản tiện lợi không gây phiền nhiễu dáng kể vào hàng trong sạch tài năng. Ông giữ luật cứng nhắc thích dung điển chương như kẻ thư lại cấp thấp lại cố nắm đại quyền nên thanh danh giảm sút ở các quận huyện.
Năm 251, Lã Nghệ qua đời, không rõ bao nhiêu tuổi. Ông phục vụ cho nhà Thục Hán gần 30 năm. Ông không được nhắc đến trong tiểu thuyết Tam Quốc diễn nghĩa.

## Gia đình
Lã Nghệ có hai con trai Lã Thần và Lã Nhã. Lã Thần cũng làm quan cho nhà Thục Hán, tới chức huyện lệnh Thành Đô. Lã Nhã có tài học, từng viết sách Cách luận, gồm 15 thiên. Năm 268, La Hiến tiến cử con cháu quan viên Quý Hán cho Tấn Vũ Đế, bao gồm Lã Nhã.